# Сильвестр (епископ Переяславский)
Сильвестр (Селивестр; ум. 1123) — епископ Переяславский с 1119 года, а ранее игумен Михайловского Выдубицкого монастыря. Один из редакторов и летописцев «Повести временных лет».

## Биография
Место и время рождения епископа Сильвестра неизвестно. В Лаврентьевском, Радзивилловском и Московско-Академическом списках «Повести временных лет» текст обрывается на статье 1110 года, за которой следует запись Сильвестра о том, что в 1116 году при князе Владимире Мономахе им был написан «летописец» (летопись): «Игумен Селивестр святого Михаила написал книги си летописец». Переписав в 1116 году «Повесть временных лет», Сильвестр мог продолжать её дальше. Был не только переписчиком, но и редактором летописи.

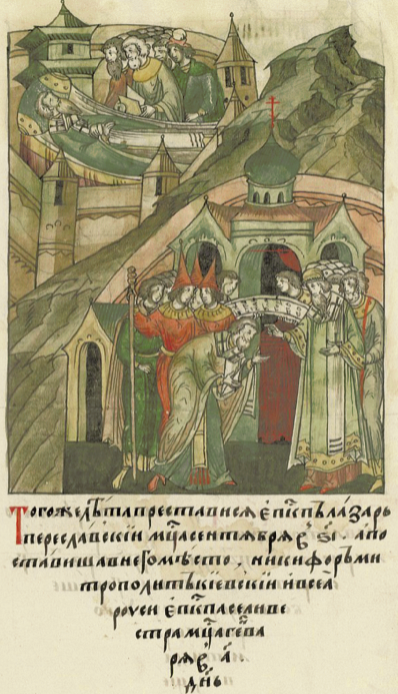
Митрополит Никифор I посвящает Сильвестра в епископы переяславские после смерти епископа Лазаря, миниатюра из Лицевого летописного свода XVI века

Согласно гипотезе А. А. Шахматова, Лаврентьевская летопись отражает вторую редакцию «Повести временных лет», составленную Сильвестром. После смерти князя Святополка Изяславича покровительствовавшего Киевско-Печерскому монастырю, летописание было передано в Выдубицкий монастырь, где в 1117 году игумен Сильвестр перерабатывает заключительные статьи «Повести временных лет», включает при этом положительную оценку деятельность князя Владимира Мономаха, в 1113 году ставшего великим князем Киевским. Шахматов как указывал, что первая редакция в результате переделки её Сильвестром «исчезла совсем», так и допускал, что Сильвестр, ограничил свою работу лишь редакционными правками. М. Д. Присёлков датировал первую редакцию 1113 годом, опираясь, в частности, на расчёт лет в статье 852 года, доведённый до смерти Святополка в 1113 году, однако Шахматов считал упоминание смерти Святополка в этом перечне вставкой Сильвестра. Присёлков предполагал, что Сильвестр переработал заключительную часть летописи (от статьи 1093 года), так как она «оказалась враждебной… новому киевскому князю Мономаху, давнему политическому противнику Святополка». По мнению Присëлкова, Сильвестром был сокращён ряд известий о взаимоотношениях Святополка с Киево-Печерским монастырем, в статью 1097 года добавлен рассказ Василия об ослеплении князя Василька Теребовльского, в вводную часть добавлена легенда о посещении Руси апостолом Андреем Первозванным.
По мнению О. В. Творогова, допущение Присёлкова, что основное внимание Сильвестра было направлено на переделку изложения Нестора за 1093—1113 годы, за время княжения Святополка основано только на предпосылке, что первая редакция была враждебной новому князю Владимиру Мономаху, сопернику Святополка. Творогов отмечает, что объём и характер редакторской работы Сильвестра не ясен. Допущение Шахматова, что первая редакция использовалась одним из составителей Киево-Печерского патерика Поликарпом, было развито Присёлковым в предположение, что Сильвестр в основном «просто опускал весьма любопытные рассказы Нестора в пределах этих годов, касавшиеся в большинстве случаев отношения Святополка к Печерскому монастырю». Приводимые Шахматовым примеры известий, отразившихся в Киево-Печерском патерике, содержат негативную характеристику Святополка. Творогов обращает внимание на присутствие этих известий в летописи, составленной, как считал Присёлков, под покровительством Святополка, и последующее устранение их из враждебной ему летописи. Наличие во второй редакции фрагментов текста, которые Шахматов относил к третьей редакции, заставили его допустить вторичное влияние третьей редакции на вторую. По этим причинам ряд учёных объясняли взаимоотношение списков летописи иначе. Так, некоторые исследователи отрицают существование третьей редакции «Повести временных лет». Текст Лаврентьевской летописи рассматривается как сокращение текста, дошедшего в Ипатьевской летописи. Отвергается предположение о переработке Сильвестром первой редакции. Составителем оригинала «Повести временных лет» одни учёные считают Сильвестра (А. П. Толочко, С. М. Михеев), другие отводят ему роль переписчика (М. Х. Алешковский, П. П. Толочко, А. А. Гиппиус). Л. Мюллер считает, что вторая редакция (1116), составленная Сильвестром, дошла до нас в составе Ипатьевской летописи, а в Лаврентьевской и подобных ей отразилась та же редакции, но с утратой окончания (статьи 1110—1115 годов). Существование третьей редакции учёный считает недоказанным. Алешковский также рассматривал Лаврентъевский список как копию редакции, представленной в Ипатьевском списке. Нестор, по его мнению создал свод, отразившийся в Новгородской первой летописи.
1 января 1119 года посвящён в епископы Переяславские.
23 апреля 1123 года скончался в Переяславле.
Отождествляется с Сильвестром, мощи которого покоятся на кладбище Киево-Печерского монастыря и которого канон местным святым прославляет за дар «прогонять бесовские прилоги».